# Moho nobilis
Il moho di Hawaii, più correttamente ʻōʻō di Hawaiʻi (Moho nobilis (Merrem, 1786)), è un uccello passeriforme estinto della famiglia dei Mohoidi.
Il vulcano Puʻu ʻŌʻō (in hawaiano "collina dei moho") deve il suo nome a questi uccelli.

## Etimologia
Il nome scientifico della specie, nobilis, si riferisce al fato che le penne gialle di questi uccelli venivano indossate dai nobili hawaiiani: il loro nome comune è invece un riferimento a quello che fu il loro areale.

## Descrizione

### Dimensioni
Raggiungeva i 32 cm di lunghezza (dei quali fino a 19 spettavano alla lunga coda), per un'apertura alare di 25 cm.

### Aspetto
Si trattava di uccelli dall'aspetto slanciato, muniti di piccola testa arrotondata, becco sottile, appuntito e ricurvo verso il basso, zampe forti e allungate e coda lunga e dalle penne centrali appuntite. Nel complesso, i moho di Hawaii ricordavano delle paradisee dal becco a falce in miniatura.
Il piumaggio era di colore nero lucido su quasi tutto il corpo, con sfumature brune nell'area ventrale: il sottocoda era di color giallo oro, così come di questo colore era un vistoso ciuffo di penne erettili situato nell'area scapolare. Le prime due paia di penne laterali della coda erano invece bianche con la base nera.

Il dimorfismo sessuale era piuttosto evidente ma non estremo, con le femmine dalla colorazione lievemente più bruna (soprattutto su testa, petto e ventre) rispetto ai maschi: le aree gialle rimanevano in ambedue i sessi, mentre erano assenti nei giovani.
In ambedue i sessi il becco e le zampe erano di colore nero, mentre gli occhi erano di colore bruno scuro.

## Biologia

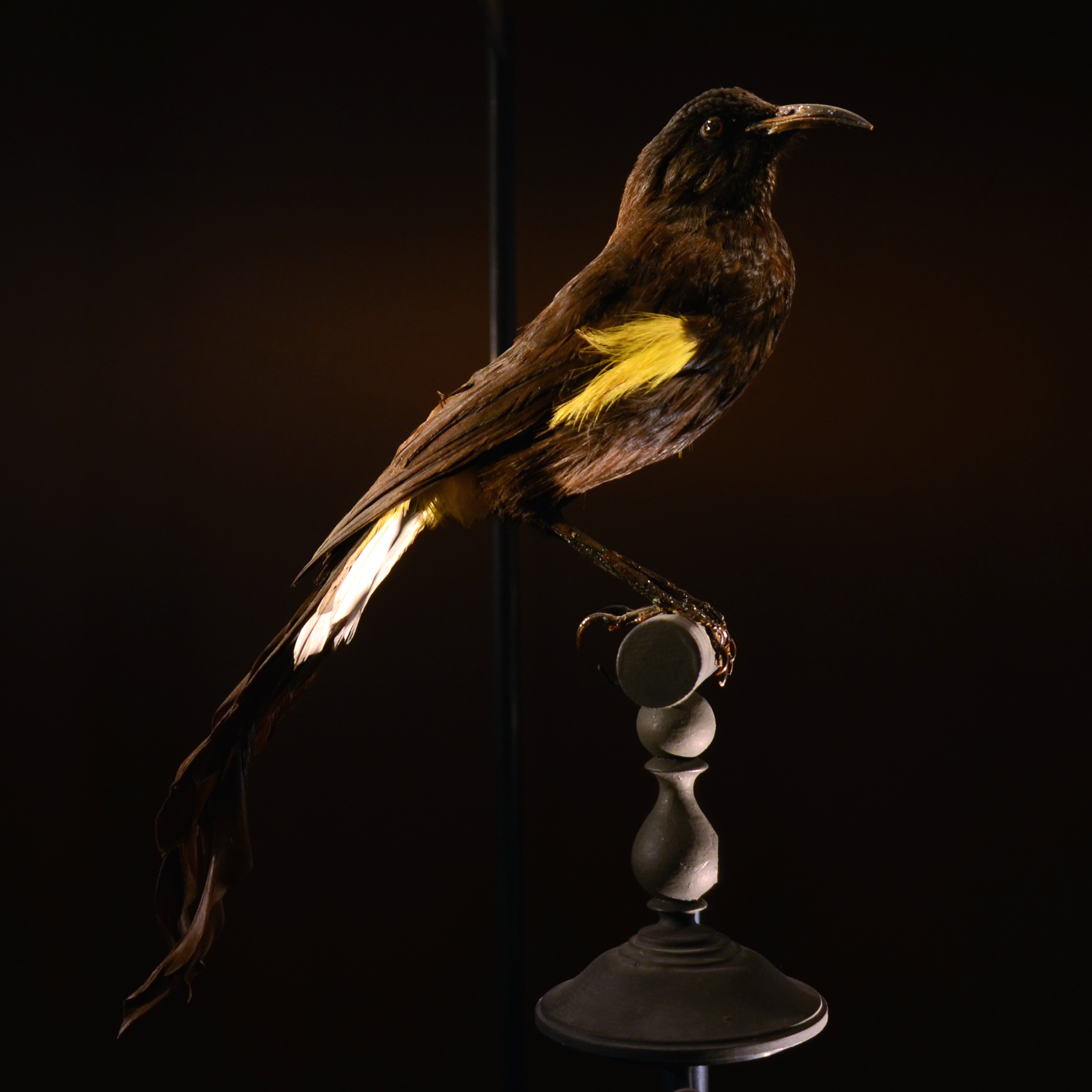
Esemplare impagliato al MNHN.

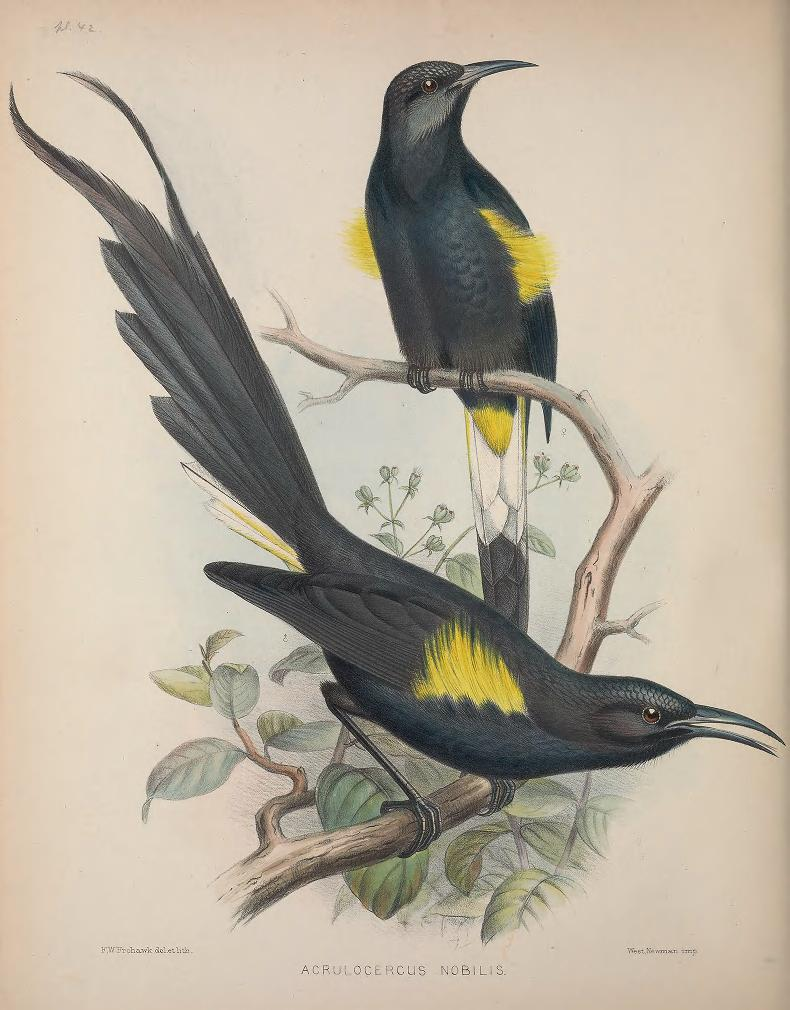
Maschio corteggia la femmina in illustrazione di Frohawk.

Molto probabilmente si trattava di uccelli diurni, che vivevano da soli o in coppie e si nutrivano di nettare e piccoli invertebrati (questi ultimi reperiti nei fiori durante la ricerca del cibo): le abitudini di questi animali sono tuttavia poco note e in larga parte oscure.

## Distribuzione e habitat
Come intuibile dal nome comune, il moho di Hawaii era endemico dell'isola di Hawaii, della quale la specie abitava la foresta pluviale montana.

## Estinzione

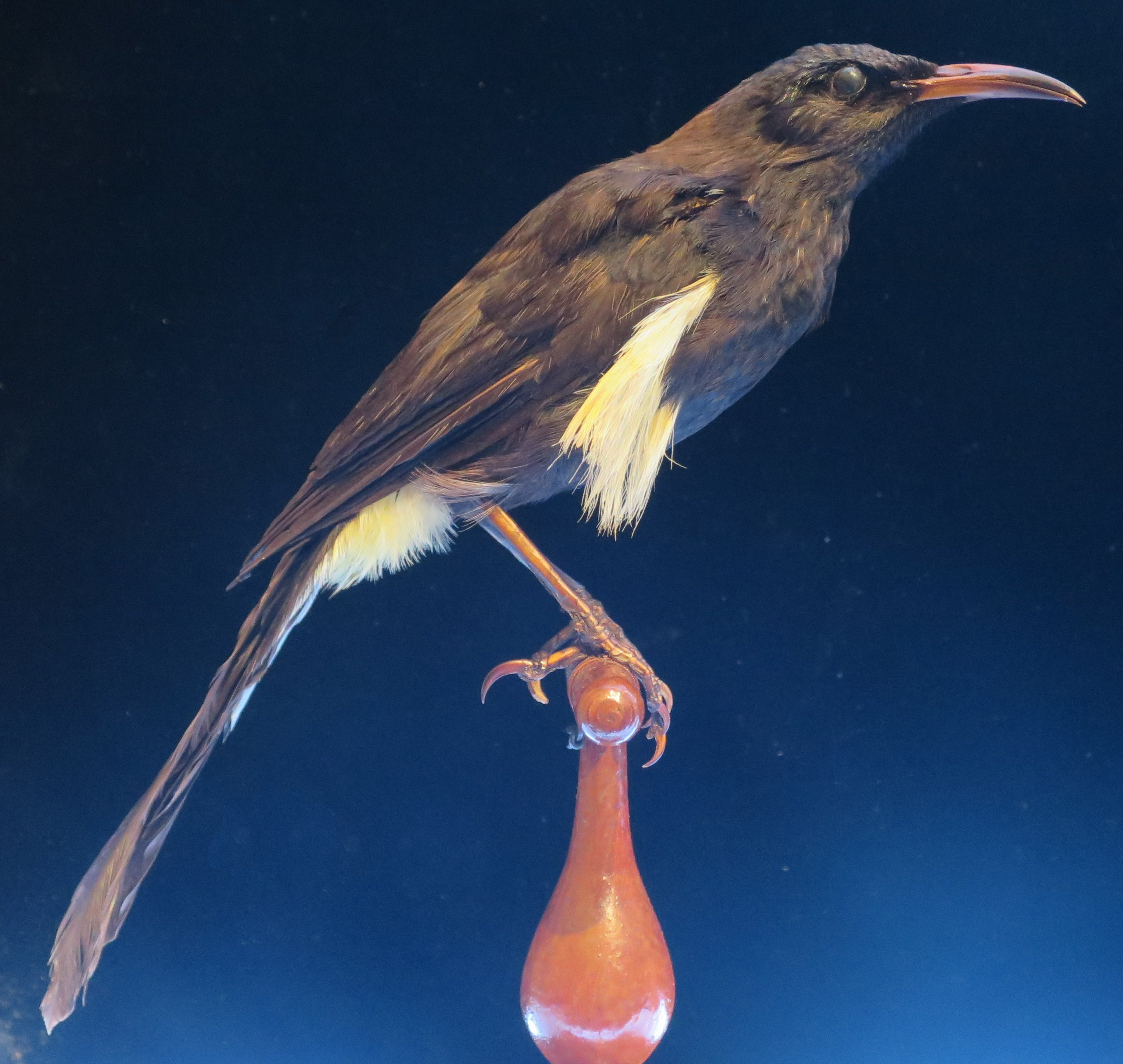
Esemplare impagliato al Museo Bernice Pauhai Bishop.

Il moho di Hawaii ha sempre subito pressione venatoria da parte delle popolazioni indigene delle Hawaii: questi uccelli, infatti, erano particolarmente ricercati per le penne gialle del sottocoda e delle scapole, che venivano utilizzate per ricoprire le insegne e gli abiti degli aliʻi, la nobiltà locale. Ciononostante, la specie risultava piuttosto comune ai tempi dell'arrivo degli europei nell'arcipelago: gli hawaiani, la maggior parte delle volte, avevano cura di prendere gli uccelli vivi e di liberarli dopo aver rimosso le penne d'interesse, in maniera tale da non intaccarne numericamente la popolazione.

Con l'introduzione delle armi da fuoco, il numero di individui prelevati salì vertiginosamente, e a quelli uccisi per il prelievo di penne a fini ornamentali si sommarono gli animali da conservare per le collezioni museali (più di mille nel solo 1898): a tale fattore si sommarono le malattie e i predatori introdotti, oltre alla diminuzione ed alterazione dell'habitat a causa della deforestazione e della conversione in pascoli e coltivazioni.
A causa di ciò, il moho di Hawaii divenne sempre più raro, tanto che divenne difficile reperirne dagli esemplari: l'ultimo animale ucciso risale al 1902, mentre l'ultimo avvistamento è datato al 1934.